# Silvius jeanae
Silvius jeanae är en tvåvingeart som beskrevs av Pechuman 1960. Silvius jeanae ingår i släktet Silvius och familjen bromsar. Inga underarter finns listade i Catalogue of Life.